# Una luna chiamata Europa
Una luna chiamata Europa (Jupiter holdja) è un film del 2017 diretto da Kornél Mundruczó.

## Trama
Il giovane Aryan attraversa illegalmente con il padre e altri profughi il confine ungherese. Ferito da un poliziotto scopre di riuscire a volare e si ritrova nell'ospedale di un campo profughi. Il dottor Stern decide di sfruttarlo per arricchirsi ai danni dei malati ai quali promette un miracolo presentandosi con un angelo, ma alla fine si affeziona al ragazzo. Nel mezzo della corruzione Ungherese i due fuggono dal poliziotto che non capisce cosa stia succedendo, scampano ad un attentato di matrice islamica, si muovono nel sottobosco della società di Budapest per finire la loro fuga in un albergo dopo il tradimento di un amico di Stern.
Dopo vari scontri a fuoco il poliziotto scoprirà che il ragazzo è veramente in grado di volare e il dottor Stern per farlo fuggire sacrifica la sua vita.